# Owraschnoje (Kaliningrad, Prawdinsk)
Owraschnoje (Овраӿное, deutsch Wilhelmshöhe) ist der Name eines untergegangenen ostpreußischen Ortes im Gebiet der heutigen Oblast Kaliningrad (Gebiet Königsberg (Preußen)) in der Russischen Föderation. Seine Ortsstelle liegt im Gebiet des Munizipalkreises Rajon Prawdinsk (Stadtkreis Friedland).

## Geographische Lage
Die Ortsstelle Owraschnojes liegt am Westufer der Lawa (deutsch Alle) in der südlichen Mitte der Oblast Kaliningrad. Bis zur früheren Kreis- und heutigen Rajonshauptstadt Friedland (russisch Prawdinsk) sind es sieben Kilometer in südwestlicher Richtung, bis zur zwischenzeitlichen Kreismetropole Bartenstein (polnisch Bartoszyce) 31 Kilometer in südwestlicher Richtung.

## Geschichte
Wilhelmshöhe wurde 1826 gegründet und bestand aus einem Gut sowie einer Ziegelei, die sich 800 Meter südöstlich des Guts befand. Am 23. Dezember 1901 wurde aus dem bisherigen und zum Gutsbezirk Althof (russisch Pessotschnoje) gehörenden Vorwerk Wilhelmshöhe der neue Gutsbezirk Wilhelmshöhe gebildet, der daraufhin in den Amtsbezirk Althof im ostpreußischen Kreis Friedland (1927 bis 1945 „Kreis Friedfland“) eingegliedert wurde. Im Jahre 1910 zählte Wilhelmshöhe 56 Einwohner.
Am 30. September 1928 verlor Wilhelmshöhe seine Eigenständigkeit, als es sich mit der Landgemeinde Angarben (nicht mehr existent, kein russischer Name bekannt) und dem Gutsbezirk Althof zur neuen Landgemeinde Althof zusammenschloss.
Als 1945 in Kriegsfolge das gesamte nördliche Ostpreußen zur Sowjetunion kam, erhielt Wilhelmshöhe die russische Namensform „Owraschnoje“. In den ersten Nachkriegsjahren wurde der Ort wieder besiedelt, dann aber verlassen, und seine Spur verlief sich. Heute wird Owraschnoje offiziell nicht mehr erwähnt, der Ort gilt als untergegangen. Seine Ortsstelle gehört zum Gebiet des Munizipalkreises Rajon Prawdinsk (Stadtkreis Friedland) in der russischen Oblast Kaliningrad.

## Religion
Christentum
Bis 1945 war Wilhelmshöhe in das Kirchspiel Auglitten (russisch Progress) der vereinigten evangelischen Kirchengemeinden Auglitten-Schönwalde in der Kirchenprovinz Ostpreußen der Kirche der Altpreußischen Union, außerdem in die römisch-katholische Pfarrei Friedland (russisch Prawdinsk) – bis 1941 Tapiau (Gwardeisk) – im damaligen Bistum Ermland eingepfarrt.

## Verkehr
Die kaum noch erkennbare Ortsstelle von Owraschnoje resp. Wilhelmshöhe ist über einen Verbindungsweg zu erreichen, der von Loguwoje (Hohenfelde) zur ebenfalls nicht mehr vorhandenen Ortsstelle von Angarben führt. Bis 1945 war Allenburg (russisch Druschba) die nächste Bahnstation und lag an der Bahnstrecke Königsberg–Angerburg.